# راچکی البلانسکیه
راچکی البلانسکیه (به لهستانی:  Raczki Elbląskie) یک روستا در لهستان است که در گمینا البلانگ واقع شده‌است. راچکی البلانسکیه ۱۷۰ نفر جمعیت دارد.